# St.-Ansgar-Kirche (Flensburg-Mürwik)

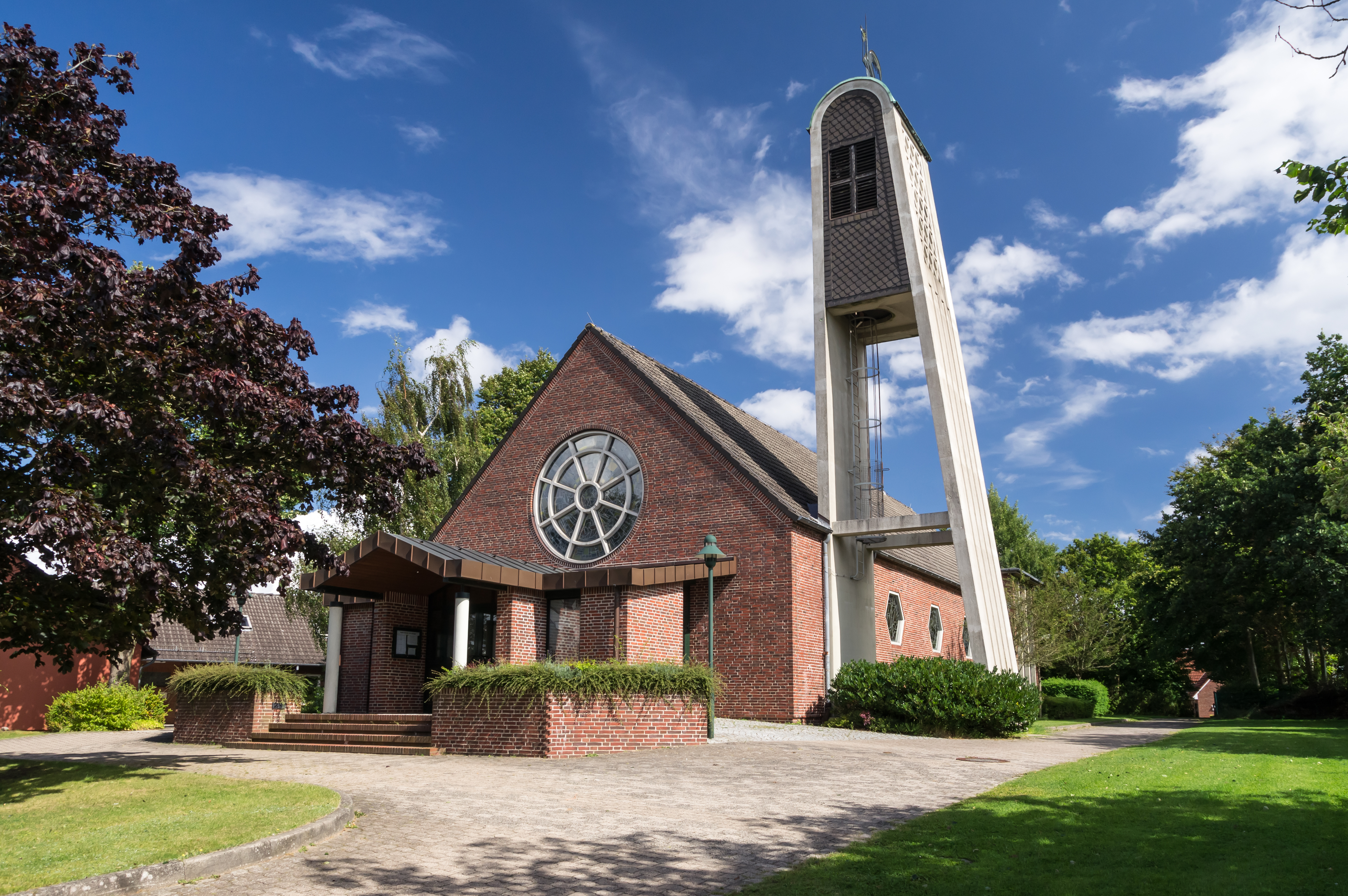
Mürwiks St. Ansgarkirche im Jahr 2012

Die St.-Ansgar-Kirche ist eine römisch-katholische Kirche im Flensburger Stadtteil Mürwik. Der moderne Kirchenbau von 1957, der dem „Apostel des Nordens“ Ansgar geweiht wurde, ist heute ein Kulturdenkmal.
Sie ist nicht mit der jüngeren dänischen Ansgar Kirke (deutsch: Ansgarkirche) in der Flensburger Nordstadt zu verwechseln.

## Hintergrund
Der Kirchenbau entstand nach Entwürfen des Architekten Georg Rieve und besteht aus einem geosteten rechteckigen Backsteinsaalbau, auf dem ein Satteldach ruht, sowie einem angefügten Glockenturm aus Beton, auf der Südseite, auf dem sich ein kupferner Turmhahn befindet. An der Westfront über dem Eingang befindet sich eine farbig verglaste Rosette. Der Eingang der Kirche wurde 1996 nach Entwürfen von Karl Heinz Sönnichsen gestaltet und besteht seitdem aus einer kleinen Vorhalle, zu der eine vierstufige Freitreppe hinaufführt.
Die St.-Ansgar-Kirche besitzt die Adresse Ansgarstraße 1. Sie befindet sich in einem kleinen, abgeschiedenen, verkehrsberuhigten Viertel, das sich aus den Straßen: Rote Lücke, Ansgarstraße, Stralsunder Straße, Gneisenauweg, Hildebrandstraße, dem östlichen Teil der Blücherstraße, sowie dem nördlichen Teil des Engelsbyer Weges bildet. Dieses „Ansgarviertel“ besteht durchgehend aus Wohnbebauung. Im Westen des Viertels befindet sich Klosterholz, das alte Zentrum Mürwiks. Im Norden liegt die Hauptverkehrsstraße Osterallee und im Süden wird es durch eine Kleingartenkolonie begrenzt. Im Gegensatz zur größeren nahezu zeitgleich gebauten evangelischen Christuskirche an der Fördestraße befindet sich die St.-Ansgar-Kirche somit versteckt jenseits der Hauptstraßen Mürwiks. Als Filialkirche der katholischen Pfarrei Flensburg hat die St.-Ansgar-Kirche keinen eigenen Pfarrer. Der Gottesdienst wird regelmäßig am Samstag um 18.30 Uhr in der Kirche gefeiert.